# Погодін Дмитро Дмитрович
Погодін Дмитро Дмитрович (рос. Пого́дин Дми́трий Дми́триевич; 11 вересня 1907 — 13 вересня 1943) — командир танкової роти у військах республіканської Іспанії, учасник Радянського вторгнення до Польщі, Радянсько-фінської війни та Німецько-радянської війни, генерал-майор. Член Центрального Комітету Комуністичної партії (більшовиків) Білорусії.

## Біографія
Народився 11 вересня 1907 року у місті Наро-Фомінську (нині Московської області) у сім'ї робітника. Член ВКП(б) із 1931 року. Закінчив 6 класів. У Червоній Армії з 1931 року. В 1932 закінчив Орловську бронетанкову школу, а в 1932 — Курси удосконалення командного складу.
З жовтня 1936 року по січень 1937 року Д. Д. Погодін брав участь у Громадянській війні в Іспанії, де відзначився у боях під містом Посуело-де-Аларкон. Танкова рота лейтенанта Погодіна Д. Д. атакувала супротивника та підбила 9 ворожих танків. Неодноразово вона допомагала бійцям відновлювати втрачені позиції.
Указом Президії Верховної Ради СРСР від 31 грудня 1936 року за доблесть і мужність, виявлені в боях в Іспанії, Погодину Дмитру Дмитровичу присвоєно звання Героя Радянського Союзу, з врученням ордена Леніна, а після заснування в 1939 році відповідної відзнаки йому була вручена Золота Зірка № 26.
Після повернення 1937 року з Іспанії Погодін служив на посаді командира танкової роти в Білоруському військовому окрузі (з липня 1938 року — Білоруський особливий військовий округ). Було обрано членом ЦК КП(б)Б.
У 1939 році у складі військ округу брав участь у поході РСЧА до Західної Білорусії.
В 1939 Д. Д. Погодін закінчив Військову академію імені М. В. Фрунзе, був помічником начальника бронетанкових військ Ленінградського військового округу, командиром механізованого загону округу. Брав участь у Радянсько-фінській війні 1939—1940 років.
Велику Вітчизняну війну зустрів на посаді командира 1-го танкового полку 1-ї танкової дивізії. З перших днів війни полк знаходився на кандалакшському напрямку, де в боях з 30 червня по 7 липня втратив 71 танк БТ-7, з них 33 безповоротно, залишені згорілими на полі бою; 2 автомашини ЗІС-5, 1 бензоцистерну. Людські втрати склали: 23 убито, 58 поранено, 30 пропали безвісти. 17 липня полк, занурившись у ешелони, вирушив у район села Війсковиці біля Красногвардійська (Гатчини) під Ленінградом, де підготував оборонні позиції.
Однак, на початку серпня, після захоплення німецькими військами мостів через Лугу та обходу Лузького укріпрайону з півночі, перший танковий полк був висунутий на захід у кінгісеппському напрямку. Тут під Молосковицями 11 серпня 1941 року розгорнулася грандіозна зустрічна танкова битва. У районі сіл Морозово і Волпи зійшлися в бою 1-а Червонопрапорна танкова дивізія та 1-а німецька танкова дивізія. Але сили були нерівні, на допомогу німецькій дивізії підійшли ще дві німецькі танкові дивізії з групи Гепнера. На початку битви в 1-й радянській танковій дивізії було 108 танків, і майже всі вони були знищені.
Штаб 1-го танкового полку 1-ї танкової дивізії, який перебував у Красногвардійську (нині Гатчині), отримав 19 серпня 1941 п'ять нових важких танків КВ з Кіровського заводу.
Сформована їх рота під командуванням старшого лейтенанта З. Р. Колобанова за наказом полковника Д. Д. Погодіна стала в засідку в районі радгоспу Війсковиці та станції Ількіно. 20 серпня 1941 року ця рота знищила із засідки 43 німецькі танки трьох танкових дивізій, що проводили в цей день зміну позицій у ході наступу на Ленінград та оточення Лузького угруповання радянських військ. При цьому командир зброї (навідник) старший сержант Усов А. М. з екіпажу танка командира роти З. Г. Колобанова снайперськи розстріляв колону з 22 німецьких легких танків.
Пізніше на фронтах Великої Вітчизняної війни полковник Погодін Д. Д. обіймав посади заступника командира 123-ї танкової бригади, заступника по танкових частинах командувача 30-ї армії генерал-лейтенанта Дмитра Лелюшенка, заступника начальника автобронетанкових військ Калінінського фронту та заступника командира 1-го 53-й армії Степового фронту.
Герой Радянського Союзу, генерал-майор танкових військ Д. Д. Погодін загинув у бою біля села Перекоп під Харковом 13 вересня 1943 року, особисто беручи участь у танковій атаці у вирішальний момент бою. Обпалене тіло вбитого командира на руках виніс із бою механік-водій його згорілого танка старшина А. А. Горелишев.